# Temuco
Temuco est une ville et une commune du Chili, capitale de la région d'Araucanie et de la province de Cautín. Elle est située à 670 km de Santiago et comptait en 2017 236 377 habitants. L'ensemble constitué par Temuco et la commune voisine de Padre Las Casas constitue en 2012 la sixième agglomération du pays.
Par sa proximité avec de nombreuses stations balnéaires lacustres, Temuco est un centre important d'où partent de nombreux circuits touristiques.

## Histoire
La ville s'est édifiée autour d'un fort militaire construit en 1881 dans le cadre de la campagne de pacification de l'Araucanie menée par les militaires chiliens dans le but de coloniser la région défendue depuis plusieurs siècles avec succès par ses habitants, les mapuches. Manuel Recabarren (en), responsable du projet, baptisa la place Fuerte Recabarren. Un an seulement après la construction de ce campement, les grandes rues de la ville actuelle commençaient à se dessiner.
Le 15 avril 1888, on nomma les premiers conseillers et le maire, José del Rosario Muñoz. La ville se développa rapidement : un recensement de 1895 indique une population de 7 708 habitants, et lorsque la vallée du Cautin reçut le statut de province, les autorités chiliennes lui donnèrent Temuco comme chef-lieu, et sa population était alors de 16 037 habitants. Temuco en mapudungun (langue des indiens mapuches) signifie eau de Temu, le Temu étant une plante médicinale utilisée par les natifs pour se soigner.
Temuco est un haut-lieu de la poésie chilienne : les poètes Gabriela Mistral et Pablo Neruda (Neftali Reyes) y ont vécu tous deux. Mistral était la principale d'un collège de jeunes filles, et Neruda vint la voir pour lui présenter ses premiers essais alors qu'il n'avait que 15 ans.

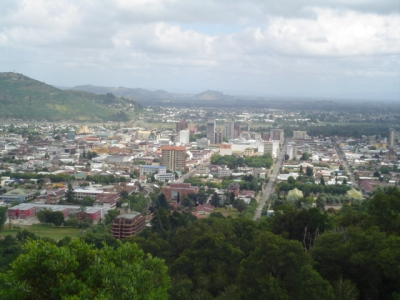
Temuco vu depuis la colline de Cerro Ñielol.
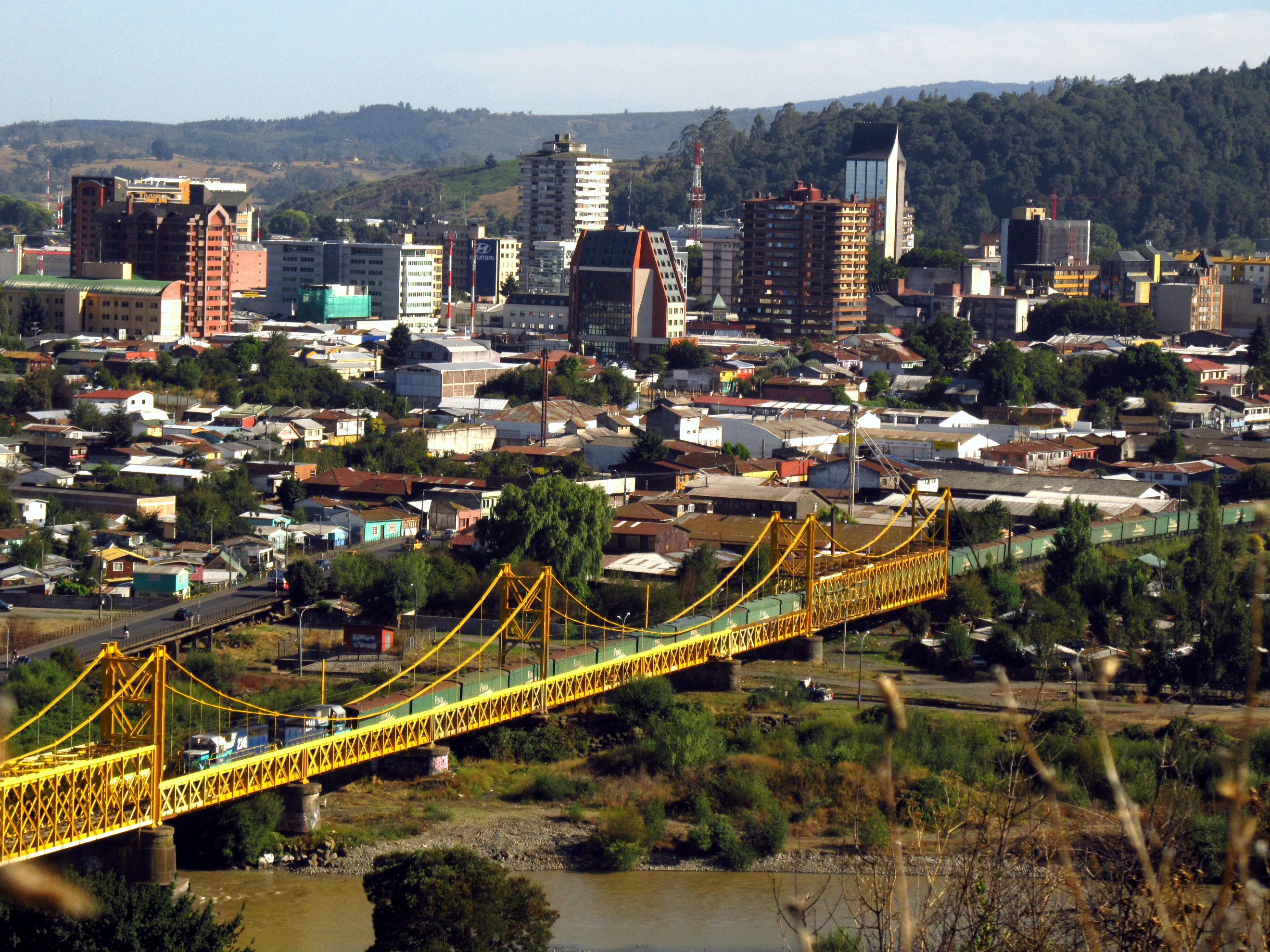
Le centre-ville de Temuco avec le pont suspendu franchissant le Cautín.
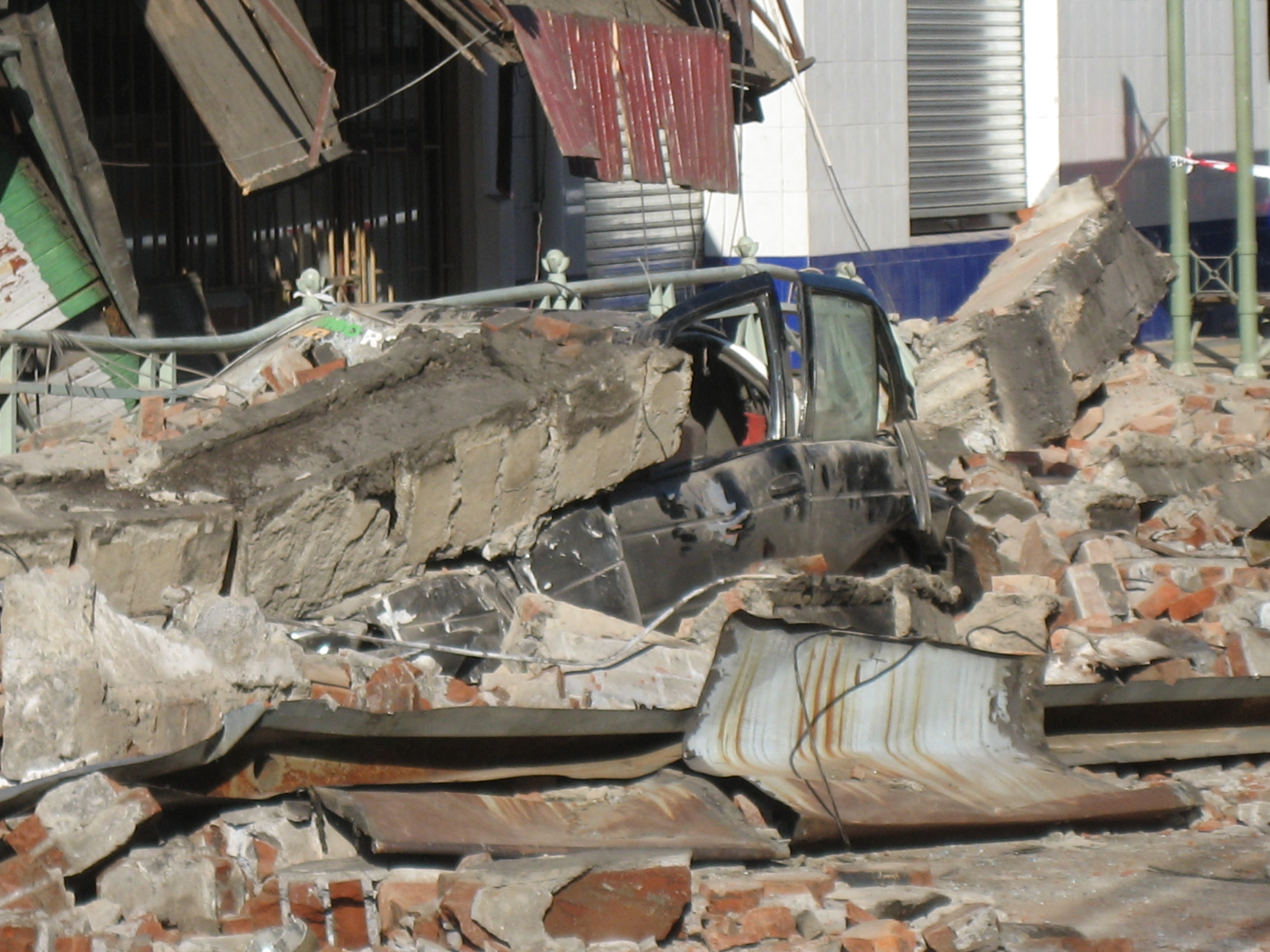
Dégâts du séisme de 2010 à Temuco.

Temuco a été gravement touchée par le séisme du 27 février 2010, dont l'épicentre se situait à 400 km plus au nord, et dont l’intensité était d'une magnitude de 8.8 Mw. Malgré sa situation encaissée, Temuco fut épargnée par les tsunamis postérieurs, mais il s'ensuivit de multiples répliques, dont une de 7.1 MW à 70 km au nord-ouest de la ville. Temuco poursuit les travaux de reconstruction à la suite de ce désastre, et sa région andine espérait bien devenir un des sites des Jeux olympiques d'hiver de 2022, si Santiago ou sa rivale, Chillán, avaient obtenu l’attribution des Jeux : il aurait alors été question d'y construire un stade.

## Géographie

### Relief et flore
Temuco, chef-lieu de la région d’Araucanie, se trouve dans la vallée centrale du Chili dans la moitié sud du Chili, à mi-distance de l’Océan Pacifique et des Andes. De point de vue de la géomorphologie, la ville s'est bâtie sur des dépôts alluvionnaires du Cautín, qui se sont consolidés entre deux collines, le Ñielol (350 m) et le Conunhueno (360 m).
Les environs de la ville sont typiques de cette région centrale du Chili : des plantations de forêts de conifères au centre d'une prairie de feuillus, de moraines et de cônes de déjection des contreforts des Andes. Ces terres fertiles produisent fruits et légumes, et sont riches en bois, particulièrement les essences de cyprès de Patagonie, de robles et de lingues. Pour autant, le chauffage par le bois, traditionnel dans le pays, a considérablement détérioré la qualité de l’air en zone urbaine. Grâce aux pluies abondantes, il est vrai que cette pollution voit son intensité baisser l’hiver ; néanmoins, Temuco continue de se classer au second rang des villes polluées du Chili, derrière Santiago.

### Climat
Temuco se rattache à la zone climatique méditerranéenne de la vallée centrale du Chili, caractérisée par un climat humide et tempéré. Les influences cyclonique et anticyclonique alternent toute l'année, pour conférer à la ville des étés secs et brefs (en comparaison avec Santiago ou les autres villes de la vallée centrale). Sa température moyenne annuelle est de 13 °C, avec une moyenne mensuelle haute à 23,5 °C et une moyenne mensuelle basse à 3,5 °C (Ciren-Corfo, 1992). Les précipitations moyennes sur la période 1961-1990 (Direction Météorologique du Chili, 1991) sont de 1 157 mm (Capelli de Steffens et al., 1997).
| Mois                                | jan.  | fév.  | mars  | avril | mai   | juin | jui.  | août  | sep.  | oct.  | nov. | déc.  | année   |
| ----------------------------------- | ----- | ----- | ----- | ----- | ----- | ---- | ----- | ----- | ----- | ----- | ---- | ----- | ------- |
| Température minimale moyenne (°C)   | 9,6   | 9,2   | 8     | 6,4   | 6,2   | 4,7  | 4     | 4,1   | 4,7   | 5,9   | 7,4  | 8,9   | 6,6     |
| Température moyenne (°C)            | 16,7  | 16,5  | 14,5  | 11,8  | 10    | 7,9  | 7,4   | 8,2   | 9,5   | 11,3  | 13,1 | 15,2  | 11,8    |
| Température maximale moyenne (°C)   | 23,4  | 23,8  | 21,7  | 17,8  | 14,3  | 11,6 | 11,3  | 12,8  | 14,9  | 17    | 19   | 21,5  | 17,4    |
| Record de froid (°C)                | 1     | 0,9   | −0,2  | −3,5  | −5    | −5   | −6,6  | −4,6  | −3,8  | −2,2  | 0,2  | 0,4   | −6,6    |
| Record de chaleur (°C)              | 34,4  | 35,3  | 33,1  | 29,2  | 22,1  | 19,8 | 20    | 22    | 25,6  | 30    | 30,4 | 34,2  | 35,3    |
| Ensoleillement (h)                  | 303,8 | 265,6 | 226,3 | 147   | 111,6 | 75   | 89,9  | 124   | 171   | 179,8 | 210  | 272,8 | 2 176,8 |
| Précipitations (mm)                 | 39,9  | 40,2  | 48,3  | 90,1  | 185,8 | 209  | 173,1 | 131,4 | 101,1 | 83,9  | 58,2 | 51,2  | 1 212   |
| Nombre de jours avec précipitations | 6     | 6     | 8     | 12    | 18    | 19   | 18    | 17    | 15    | 12    | 10   | 8     | 149     |
| Humidité relative (%)               | 71    | 72    | 77    | 82    | 86    | 87   | 86    | 84    | 80    | 79    | 77   | 74    | 80      |

## Religion
Le catholicisme est la religion majoritaire, bien que de plus en plus concurrencé par le protestantisme évangélique. La ville est le siège du diocèse de Temuco avec la cathédrale Saint-Joseph .

## Transport

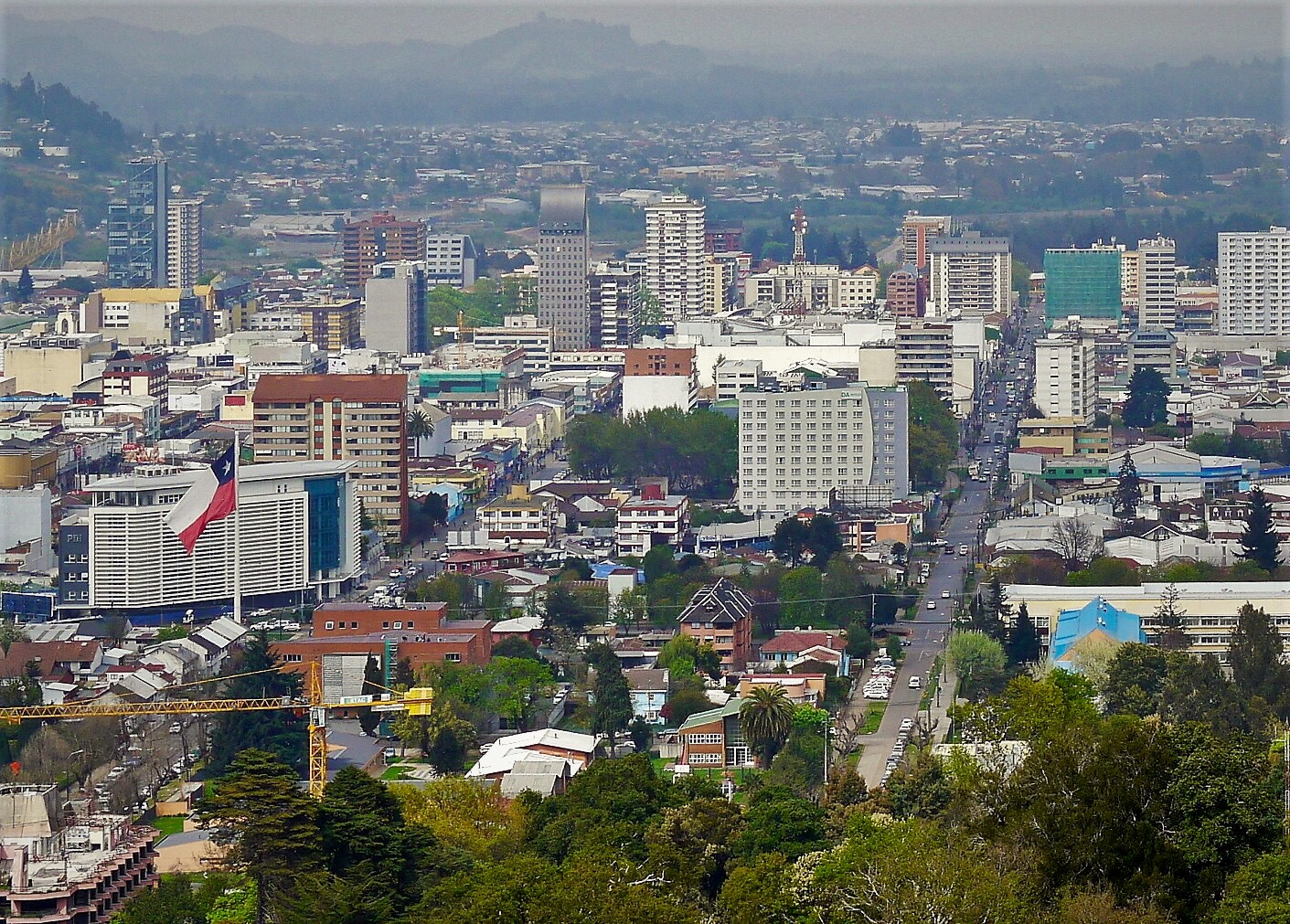
Temuco

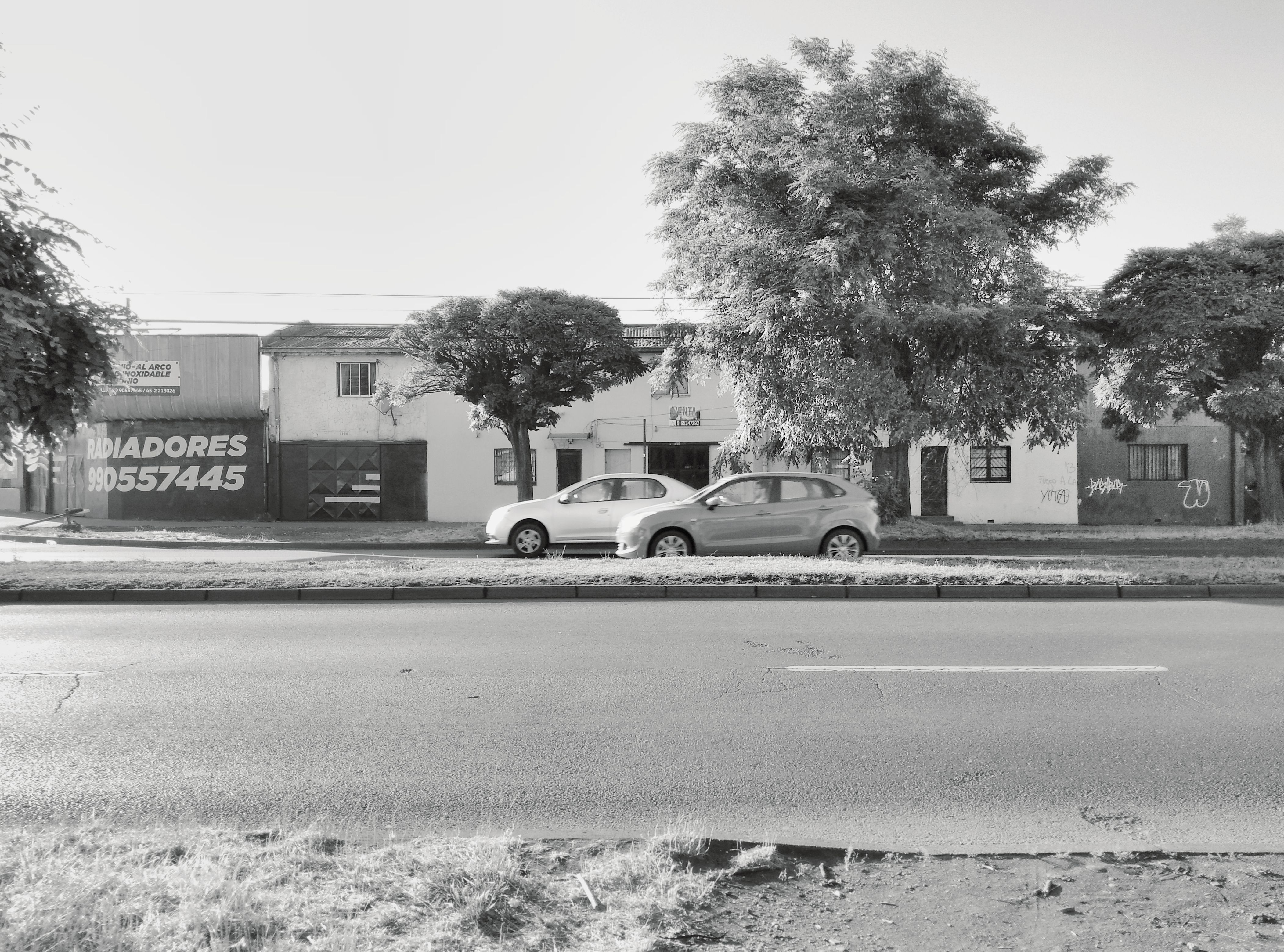
Avenue Caupolicán à Temuco.

Les embouteillages sont nombreux aux heures de bureau et le stationnement en centre-ville strictement contrôlé par des péages. Plusieurs rues sont à sens unique. Dans les zones résidentielles il est courant que les voitures stationnent des deux côtés de la rue, sans égard pour le sens de circulation, et par endroits certains véhicules empiètent même sur le trottoir ou le gazon.
Les moyens de transport en commun les plus courants sont les bus et les taxis collectifs. L'aéroport voisin de Maquehue, au sud de la ville, a été fermé par les autorités : sa faible capacité fait envisager la construction d'une infrastructure plus vaste à Freire, à environ 20 minutes au sud de Temuco.
Temuco est reliée à Victoria par Chemin de fer (Train de l'Araucanie).
L'ancien dépôt de train de la ville est placé sur la liste indicative du patrimoine mondiale de l'Organisation des Nations unies pour l'éducation, la science et la culture et ce depuis 1998.

Position de Temuco(en rouge) au sein de la Région d'Araucanie.

## Personnalités liées
- María du Pilar Sordo Martínez (1965-), psychologue, essayiste, chroniqueuse et conférencière chilienne, y est née.
- María José Ferrada (1977-), autrice y est née.
- Mauricio Segura (1969-), auteur, journaliste, scénariste et essayiste y est né.